# 长城街道 (江油市)
长城街道，是中华人民共和国四川省绵阳市江油市曾经下辖的一个街道。2019年12月，撤销长城街道，将原长城街道中心社区、南苑社区、北二社区、南二社区所属行政区域划归三合镇管辖，将原长城街道二万八社区、临江社区、西坪社区所属行政区域划归武都镇管辖，将原长城街道盘江社区所属行政区域划归含增镇管辖。

## 行政区划
长城街道下辖以下地区：
长钢街道社区、临江社区、西坪社区、盘江社区、潼江社区、中心社区、北二社区、南二社区、南苑社区和二万八社区。